# دمکرات‌های پیشروی آمریکا
دموکرات‌های پیشرو یک سازمان سیاسی پیشرو و کمیته عملیات مردمی است که در داخل و خارج از حزب دموکرات ایالات متحده فعالیت می‌کند.

## تاریخ
دموکرات‌های پیشرو در آمریکا از زمان مبارزات انتخاباتی ریاست جمهوری هاوارد دین و دنیس کوچینیچ تشکیل شدند و همزمان به فعالیت‌های مستقلی در جهت عدالت و صلح در خارج از حزب پرداختند.

### قانون احیای دموکراسی
دمکرات‌های پیشرو از قوانینی شامل اصلاحات قانون اساسی برای محافظت از حقوق رای‌دادن حمایت می‌کنند و با تصمیمات دادگاه‌ها، قانون‌گذاران و سایر تلاش‌ها برای بازگرداندن قانون حق رأی مخالفت می‌کنند.